# 방수환
방수환(1975년 1월 17일 ~)은 해태 타이거즈의 전 야구 선수다.

## 출신 학교
- 군산상업고등학교
- 동국대학교

## 같이 보기
- 1998년 해태 타이거즈 시즌